# Scopula traducta
Scopula traducta är en fjärilsart som beskrevs av Louis Beethoven Prout 1938. Scopula traducta ingår i släktet Scopula och familjen mätare. Inga underarter finns listade.